# Блупер
Блупер – допълнително предно косо ветрило, което се отличава с високо разположен шкотов ъгъл. „Издут“ стаксел със свободна (без карабини) шкаторина.
Поставят се заедно със спинакера (от подветрената му страна), за уравновесяване на тягата на спинакера, на курс бакщаг. Среща се и друго негово название – „подветрен спинакер“.